# تيموثي إتش أوسوليفان
تيموثي إتش أوسوليفان (بالإنجليزية: Timothy H. O'Sullivan)‏  (1840 - 14 يناير 1882) هو مؤرخ ومُصَوِّرٌ فوتوغرافيٌّ وعسكريٌّ أمريكي سابق. اشتهر بتعلُّق أعماله بتوثيقِ أحداثِ الحرب الأهلية الأمريكية.